# Salmo montenigrinus
Salmo montenigrinus är en fiskart som först beskrevs av Karaman, 1933.  Salmo montenigrinus ingår i släktet Salmo och familjen laxfiskar. Inga underarter finns listade i Catalogue of Life.